# Chevy Chase

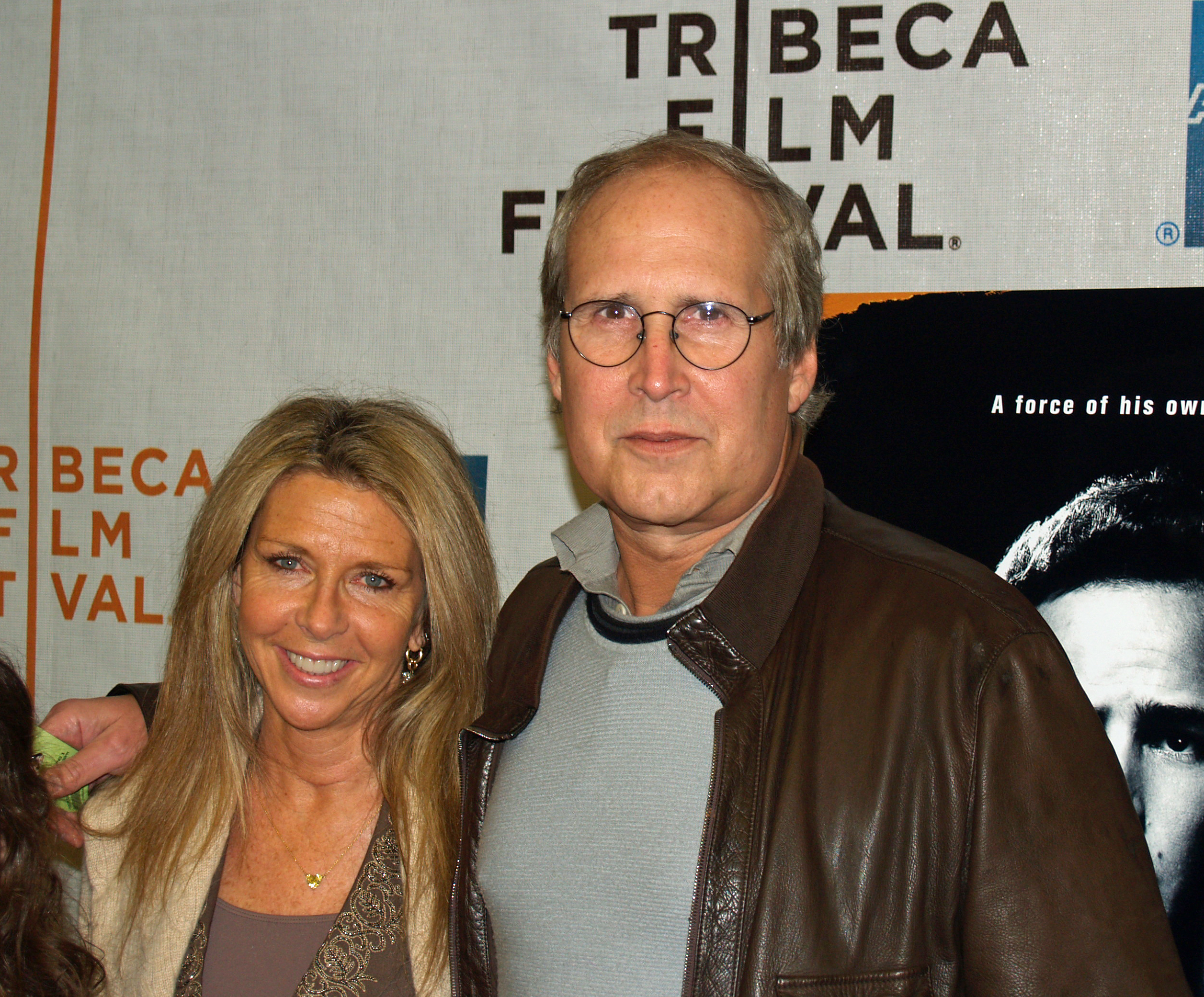
Chevy Chase z żoną Jayni Chase (2007)

Chevy Chase, właśc. Cornelius Crane Chase (ur. 8 października 1943 w Nowym Jorku) – amerykański komik i aktor.
Należał do obsady pierwszego sezonu programu NBC Saturday Night Live (1975–1976), za który w 1976 otrzymał dwie nagrody Emmy za znakomity ciągły lub pojedynczy występ aktora drugoplanowego w programie rozrywkowym lub muzycznym i za wybitny scenariusz w serialu komediowym lub muzycznym. Laureat nagrodę Emmy za znakomity scenariusz w programie komediowym lub programie muzycznym The Paul Simon Special (1977).
23 września 1993 otrzymał własną gwiazdę w Alei Gwiazd w Los Angeles znajdującą się przy 7021 Hollywood Boulevard.

## Wczesne lata
Urodził się w Lower Manhattan w Nowym Jorku jako syn Cathalene Parker (z domu Browning) i Edwarda Tinsleya „Neda” Chase’a. Oboje jego rodzice pochodzili z wpływowych rodzin – jego ojciec pracował w wydawnictwie jako redaktor i pisał teksty do magazynów, matka była pianistką i librecistką. Jego rodzina była pochodzenia angielskiego, a także miała korzenie szkockie, irlandzkie, niemieckie, szwedzkie i duńskie. Jego rodzice rozwiedli się, gdy Chase miał cztery lata. Jego matka i ojczym, John Cederquist, znęcali się nad nim. Chase kształcił się w Riverdale Country School w dzielnicy Riverdale w Bronksie w Nowym Jorku, zanim został usunięty, gdy nauczyciele mieli dość jego błazeńskich wybryków. Ostatecznie w 1962 ukończył szkołę średnią w Stockbridge School, niezależnej szkole z internatem w Stockbridge w Massachusetts. W semestrze 1962/1963 uczęszczał do Haverford College w Haverford w Pensylwanii. Chase przeniósł się do Bard College w Annandale-on-Hudson w hrabstwie Dutchess stanie Nowy Jork, gdzie studiował program przedmedyczny, który ukończył w 1967, uzyskując tytuł licencjata w dziedzinie języka angielskiego. Pracował jako taksówkarz, kierowca jeżdżący tirem, pomocnik kelnera, kelner, sprzedawca i bileter w teatrze.

## Kariera
Debiutował przed kamerami w roli pieszego, który ma przejść przez ulicę w 2–minutowej komedii Walk... Don’t Walk (1968). Był gospodarzem programu o charakterze satyrycznym PBS The Great American Dream Machine (1971–1972), gdzie gościli m.in.: Alan Arkin, Artie Shaw i Jane Fonda. W 1973 wystąpił w off-broadwayowskiej rewii Lemingi. Wkrótce trafił jako scenarzysta do telewizji NBC, gdzie w latach 1975–1976 prowadził program Saturday Night Live, zanim zastąpił go Bill Murray. Był gospodarzem swojego własnego programu The Chevy Chase Show (1977).
Po udziale w niezależnej komedii The Groove Tube (1974), został dostrzeżony w roli Tony’ego Carlsona w komedii kryminalnej Colina Higginsa Nieczyste zagranie (1978) z Goldie Hawn i zdobył dwie nominacje do Złotego Globu za najlepszy debiut aktorski i dla najlepszego aktora w filmie komediowym lub musicalu. Pojawił się w wideoklipie do piosenki Raya Parkera Jr. „Ghostbusters” (1984) z filmu pod tym samym tytułem i w teledysku do piosenki jednego ze swoich najlepszych przyjaciół Paula Simona „You Can Call Me Al” (1986).
Kandydował do roli Indiany Jonesa w filmie przygodowym Stevena Spielberga Poszukiwacze zaginionej Arki, którą dostał Harrison Ford. Zasłynął jako aktor, który masowo odrzucał propozycje ról mogących przynieść mu prawdziwą sławę i uznanie krytyki – nie chciał grać tytułowej roli w dramacie kryminalnym Paula Schradera Amerykański żigolak i dramacie fantastycznonaukowym Jamesa Camerona Terminator, zrezygnował z głównej roli w komedii romantycznej Rona Howarda Plusk i komedii kryminalnej Kto wrobił królika Rogera?, odrzucił rolę Petera Venkmana w komedii Ivana Reitmana Pogromcy duchów. Przyjął role komediowe w filmach takich jak Golfiarze (1980), Szpiedzy tacy jak my (1985; słynny duet z Danem Aykroydem), Fletch (1985), Trzej amigos (1986) czy Rozkoszny domek (1988).
Rozpoznawalność zapewniła mu kreacja Clarka Griswolda w cyklu komediowym W krzywym zwierciadle, na który składają się następujące tytuły: Wakacje (1983), Europejskie wakacje (1985), Witaj, Święty Mikołaju (1989) i Wakacje w Vegas (1997). Zrezygnował z udziału w filmach – Forrest Gump i American Beauty. Za rolę Nicka Hallowaya w komedii fantastycznonaukowej Johna Carpentera Wspomnienia niewidzialnego człowieka (1992) z Daryl Hannah był nominowany do Nagrody Saturna w kategorii najlepszy aktor.
W latach 2009–2014 wcielał się w rolę niezbyt rozgarniętego Pierce’a Hawthorne’a w serialu komediowym Community.

## Życie prywatne
Dwukrotnie rozwiedziony. 19 czerwca 1982 zawarł związek małżeński z Jayni Luke, z którą ma trzy córki, Cydney (ur. 1983), Caley (ur. 1985) i Emily (ur. 1988). Zamieszkał w Bedford w stanie Nowy Jork.

## Filmografia
- Nieczyste zagranie (1978) jako Tony Carlson
- Golfiarze (1980) jako Ty Webb
- Jak za dawnych, dobrych czasów (1980) jako Nicholas „Nick” Gardenia
- Niebiański pies (1980) jako Browning
- Hotel „Tęcza” (1981) jako Bruce Thorpe
- Głowa nie od parady (1981) jako Max Fiedler
- Układ stulecia (1983) jako Eddie Muntz
- W krzywym zwierciadle: Wakacje (1983) jako Clark Griswold
- W krzywym zwierciadle: Europejskie wakacje (1985) jako Clark Griswold
- Szpiedzy tacy jak my (1985) jako Emmett Fitz-Hume
- Fletch (1985) jako Irwin „Fletch” Fletcher
- Ulica Sezamkowa: Łapać tego ptaka (1985) jako prezenter
- Trzej amigos (1986) jako Dusty Bottoms
- Rozkoszny domek (1988) jako Andy Farmer
- Golfiarze II (1988) jako Ty Webb
- Fletch żyje (1989) jako Irwin „Fletch” Fletcher
- W krzywym zwierciadle: Witaj, Święty Mikołaju (1989) jako Clark Griswold
- Same kłopoty (1991) jako Chris Thorne
- Historia z Los Angeles (1991) jako Carlo Christopher
- Przypadkowy bohater (1992) jako wydawca
- Wspomnienia niewidzialnego człowieka (1992) jako Nick Halloway
- Bohater ostatniej akcji (1993) – w roli siebie samego
- Gliniarze i Robbersonowie (1994) jako Norman Robberson
- Pan domu (1995) jako Jack Sturgess
- W krzywym zwierciadle: Wakacje w Vegas (1997) jako Clark Griswold
- Brudna robota (1998) jako dr Farthing
- Dzień bałwana (2000) jako Tom Brandston
- Kwaśne pomarańcze (2002) jako dyrektor Harbert
- Odkurzacze (2003) jako pan Punch
- Nasz włoski mąż (2004) jako Paul Parmesan
- Ellie Parker (2005) jako Dennis Swartzbaum
- Funny Money (2006) jako Henry Perkins
- Zoom: Akademia superbohaterów (2006) jako dr Ed Grant
- Tylko spokojnie (2009) jako dyrektor Marshall
- Jutro będzie futro (2010) jako serwisant jacuzzi
- Community (2009-14; serial TV) jako Pierce Hawthorne
- Charlie chory z miłości (2014) jako Lester Horn
- Shelby - pies, który pokochał święta (2014) jako dziadek Geoffrey
- W nowym zwierciadle: Wakacje (2015) jako Clark Griswold
- Jutro będzie futro 2 (2015) jako serwisant jacuzzi
- Ostatnia gwiazda kina (2017) jako Sonny
- Kto się śmieje ostatni? (2019) jako Al Hart
- Mr. Dundee. Powrót (2020) jako Chevy
- Zombie Town (2023) jako Mezmarian